# Jan Harings
Jan Harings (* 26. Juli 1945 in Scheulder, Provinz Limburg (Niederlande)) ist ein ehemaliger niederländischer Radrennfahrer und nationaler Meister im Radsport.

## Sportliche Laufbahn
Harings war im Straßenradsport aktiv. Als Amateur siegte er 1965 im Etappenrennen Triptyque Ardennais mit zwei Tageserfolgen. 1967 wurde er Berufsfahrer und blieb bis 1970 aktiv. Sein bedeutendster sportlicher Erfolg war ein Etappensieg in der Vuelta a España 1967, die er als 26. beendete. 1967 gewann er den Omloop Mandel, 1968 den Omloop Polder-Kempen, 1969 das Rennen Manx International Grand Prix sowie den Grand Prix Flandria.
Zweiter wurde er im Druivenkoers Overijse 1968, Dritter im Grand Prix Cerami 1967, in der niederländischen Straßenmeisterschaft 1968 sowie im Circuit des Frontières 1968. Bei den Straßenradsport-Weltmeisterschaften 1969 wurde er Sechster im Profirennen und damit bester Niederländer. 1968 war er ausgeschieden.

## Familiäres
Seine Brüder Huub Harings und Ger Harings waren ebenfalls Radprofis.

## Berufliches
Später betrieb Harings ein Radsportgeschäft in Süd-Limburg.